# Gubug (Cepogo)
Gubug is een bestuurslaag in het regentschap Boyolali van de provincie Midden-Java, Indonesië. Gubug telt 3783 inwoners (volkstelling 2010).